# Acantă (ornament)

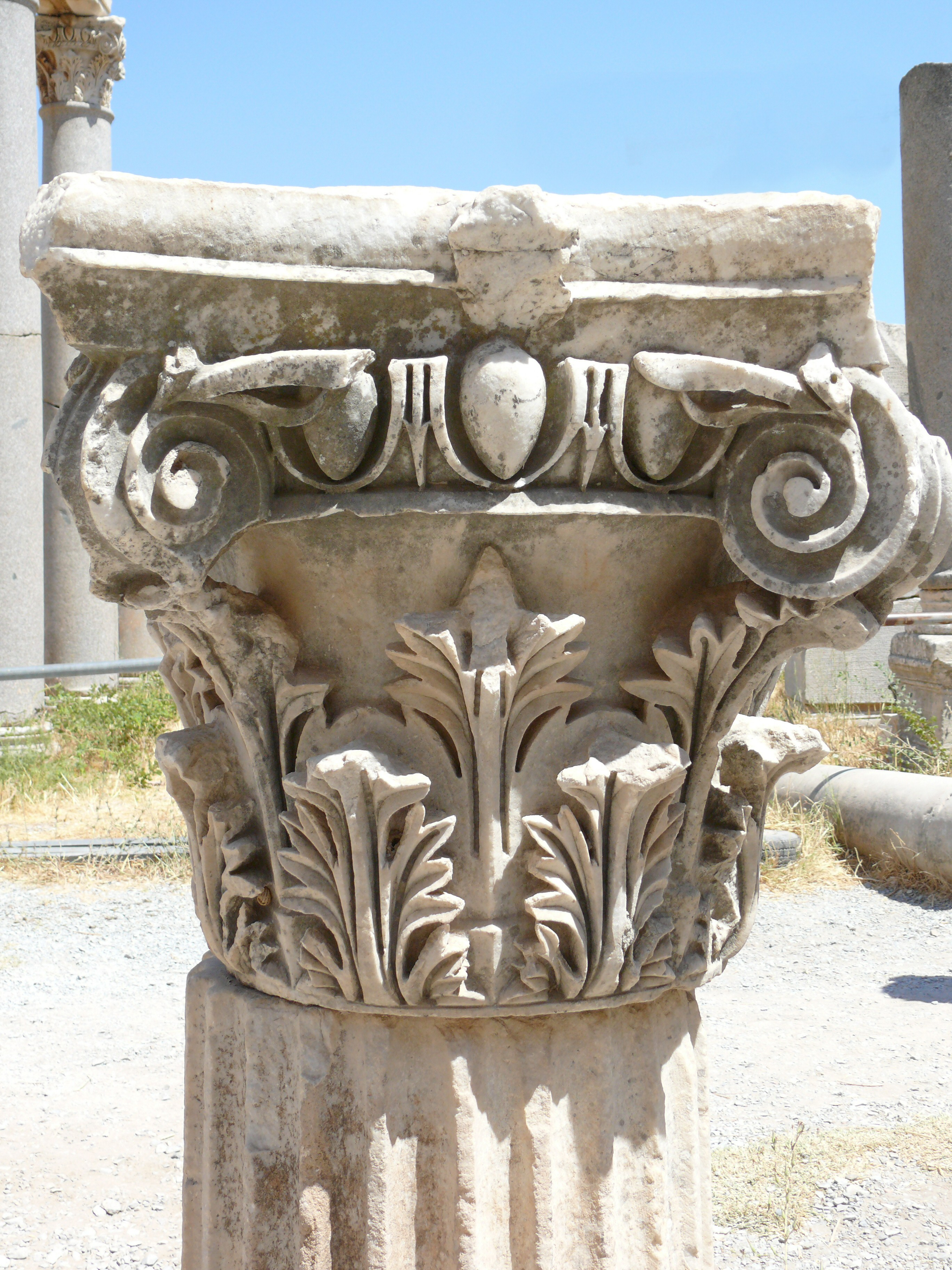
Capitel compozit cu frunze de acantă

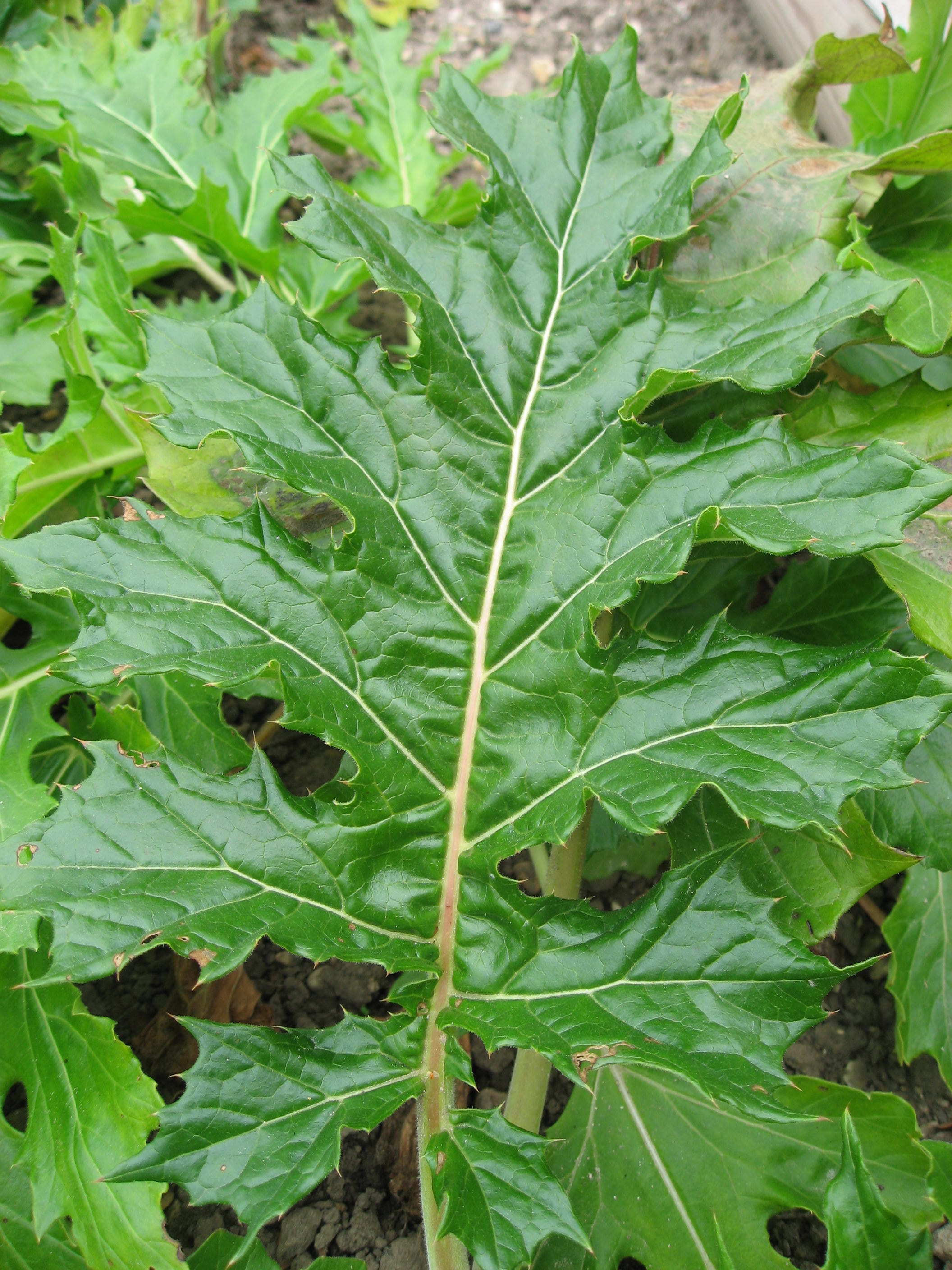
Frunză de Acanthus mollis; atât la cea de aici cât șu la A. spinosus, formele frunzei sunt variabile

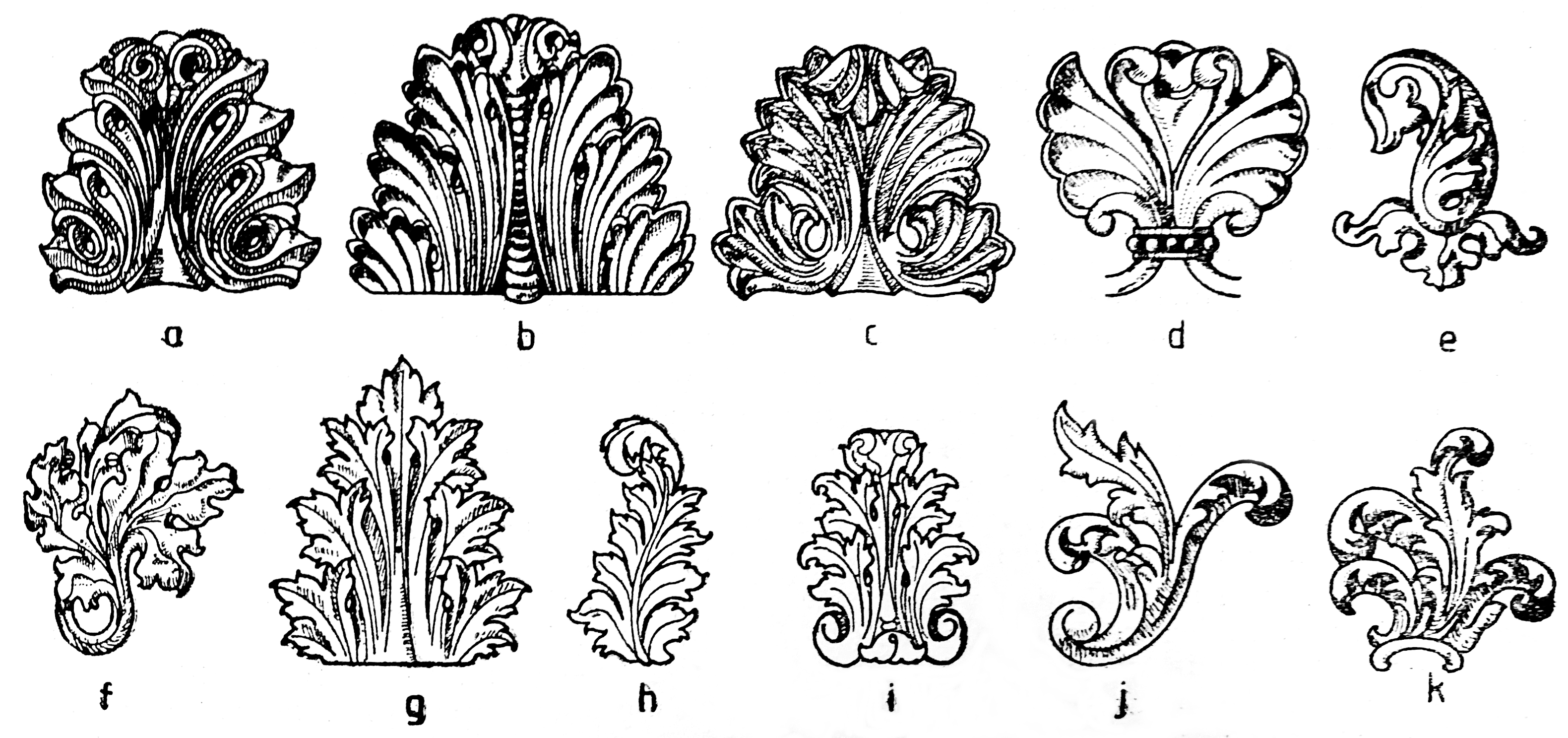
Cronologie a frunzei de acantă în diverse stiluri: a) greacă; b) romană; c) bizantină; d) romanică; e & f) gotică; g) renascentistă; h & i) barocă; j & k) rococo

Acanta (în greacă veche ἄκανθος) este unul dintre cele mai larg răspândite ornamente vegetale. E foarte folosit ca ornament sculptural în arhitectura greco-romană și în stilurile derivate din clasicism, fiind caracteristic capitelurilor corintice și compozite.

## În arhitectură
În arhitectură, un ornament poate să fie sculptat în piatră sau lemn astfel încât să semene cu frunze din speciile mediteraneene din genul de plante Acantă, care au o oarecare asemănare cu cele de ciulin sau mac. Atât Acanthus mollis cât Acanthus spinosus au fost revendicate ca modele principale, iar anumite exemple ale motivului pot să fie mai apropiate ca formă de una dintre specii; frunzele ambelor sunt, în orice caz, destul de variabile în formă. Motivul se găsește în ornamentațue în aproape fiecare mediu.
Relația dintre ornamentul acantă și planta acantă a făcut obiectul unei controverse de lungă durată. Alois Riegl a susținut în Stilfragen că ornamentul acantă își are originea ca o versiune sculpturală a palmetei, și abia mai târziu a început să semene cu Acanthus spinosus.

### Acantele greco-romane
În arhitectura antică romană și greacă, acanta apare pe scară largă în capitelurile ordinelor corintic și compozit, și se aplică pe frize și alte zone decorate. Cel mai vechi exemplu cunoscut al unei coloane corintene se află în Templul lui Apollo Epicurius din Bassae (Grecia), circa 450–420 î.Hr., ordinul fiind folosit cu ușurință în Grecia înainte de perioada romană. Romanii au elaborat ordinul cu capetele frunzelor ondulate și și-au fost ordinul lor preferat pentru clădirile imporntante, cu propria lor invenție a ordinului compozit, care a fost văzut pentru prima dată în epoca lui Augustus. Acanta a continuat în popularitate în arhitectura bizantină, romanică și gotică. A cunoscut o renaștere majoră în timpul Renașterii și este încă folosită și astăzi.
Arhitectul roman Vitruvius (circa 75 - circa 15 î.Hr.) a relatat că ordinul corintic a fost inventat de Callimachus, un arhitect și sculptor grec căruia i-a venit ideea după ce a văzut un coș votiv care a fost lăsat pe mormântul unei fete tinere. Câteva dintre jucăriile ei erau în el, o placă ceramică fiind așeazată peste coș ca să le proteja de intemperii. Prin coșul împletit a crescut o acantă, amestecându-și frunzele spinoase cu împretitura coșului.

### Acantele bizantine
Unele dintre cele mai detaliate și mai elaborate acante se întâlnesc la clădiri importante din tradiția arhitecturală bizantină, unde frunzele sunt gravate pe o suprafață largă. Folosirea motivului a continuat în arta medievală, în special în sculptură, în lemn și în frize, chiar dacă este de obicei stilizat și generalizat. După secole fără capiteluri decorate, au fost reînviate cu entuziasm în arhitectura romanică, folosind deseori designuri de frunze, inclusiv acante. Frunzele de tip acantă ondulată apar frecvent la marginile și la inițialele ornamentate ale manuscriselor anluminate și se găsesc frecvent în combinație cu palmetele la textilele de mătase. În timpul Renașterii, modelele clasice au fost urmate foarte îndeaproape, iar acanta devine din nou recunoscută clar în exemple arhitecturale pe scară largă. Termenul este adesea găsit și descriind motive de frunzare mai stilizate și abstractizate, unde asemănarea cu specia e slabă.

## Galerie

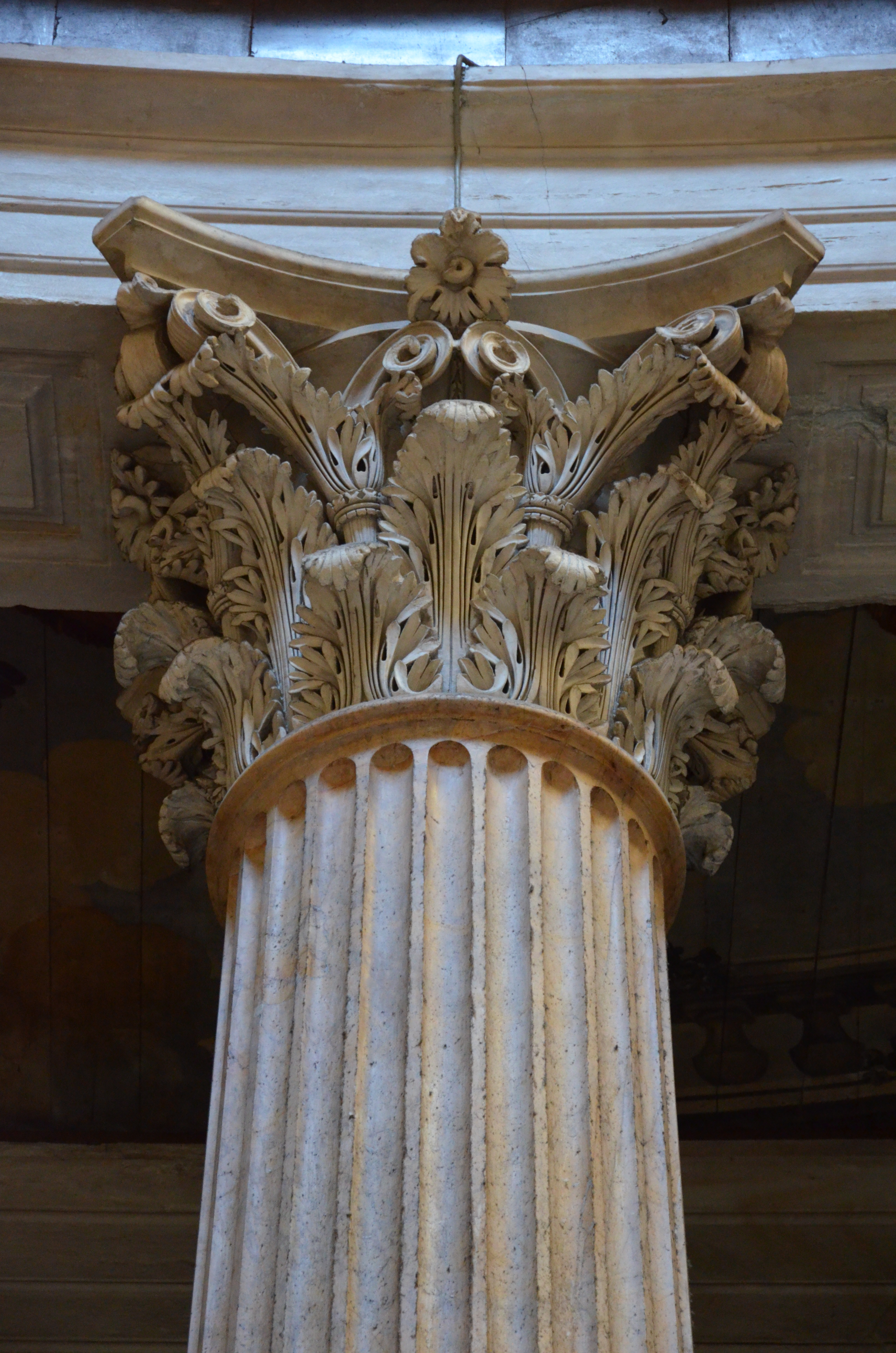
Un capitel corintic de la Panteonul din Roma, care a fost un model pentru arhitecții renascentiști și de mai târziu
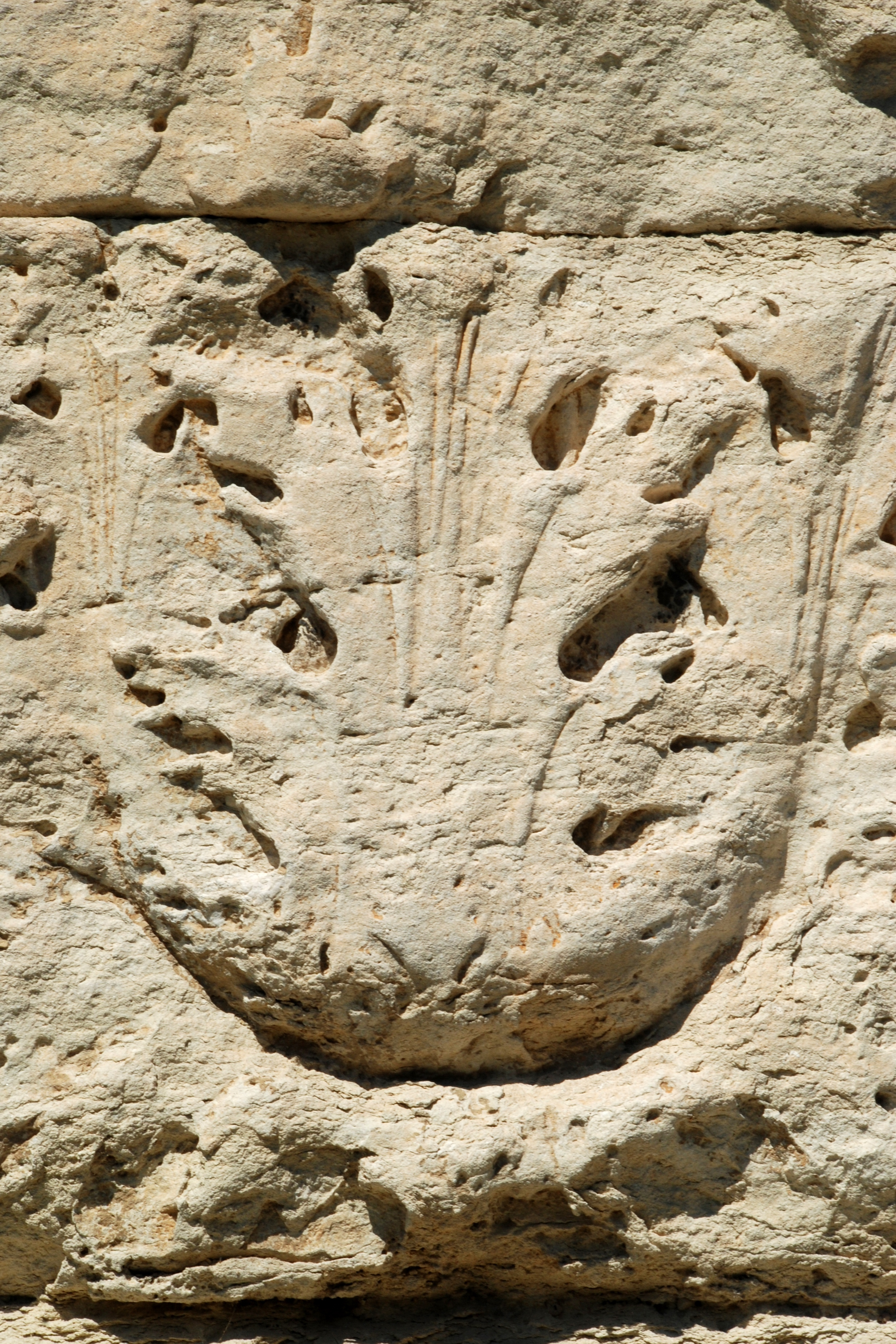
Basorelief cu o acantă, pe Arc antique de Cavaillon din Cavaillon (Franța)
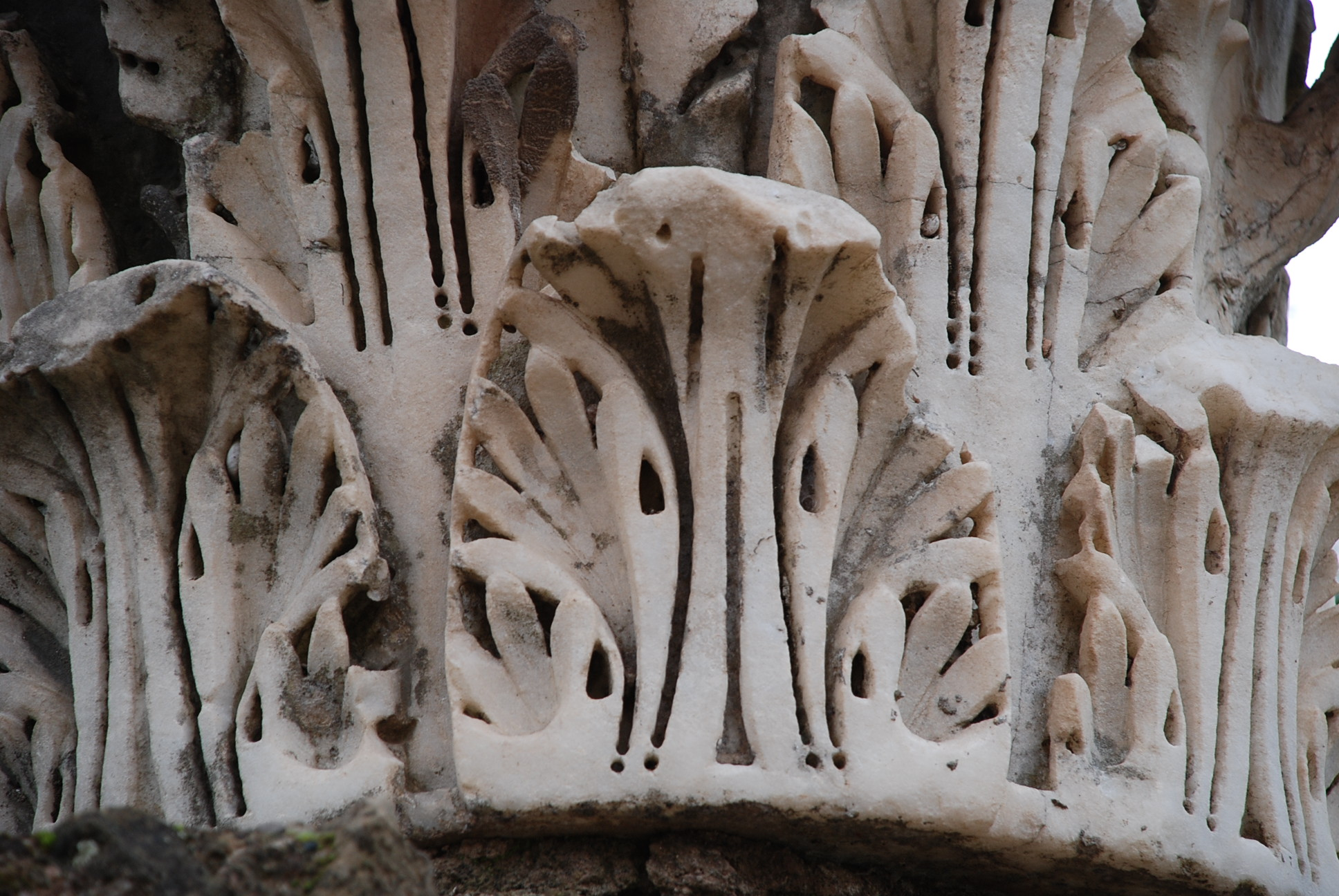
Frunze de acantă ale unui capitel compozit roman din Italia
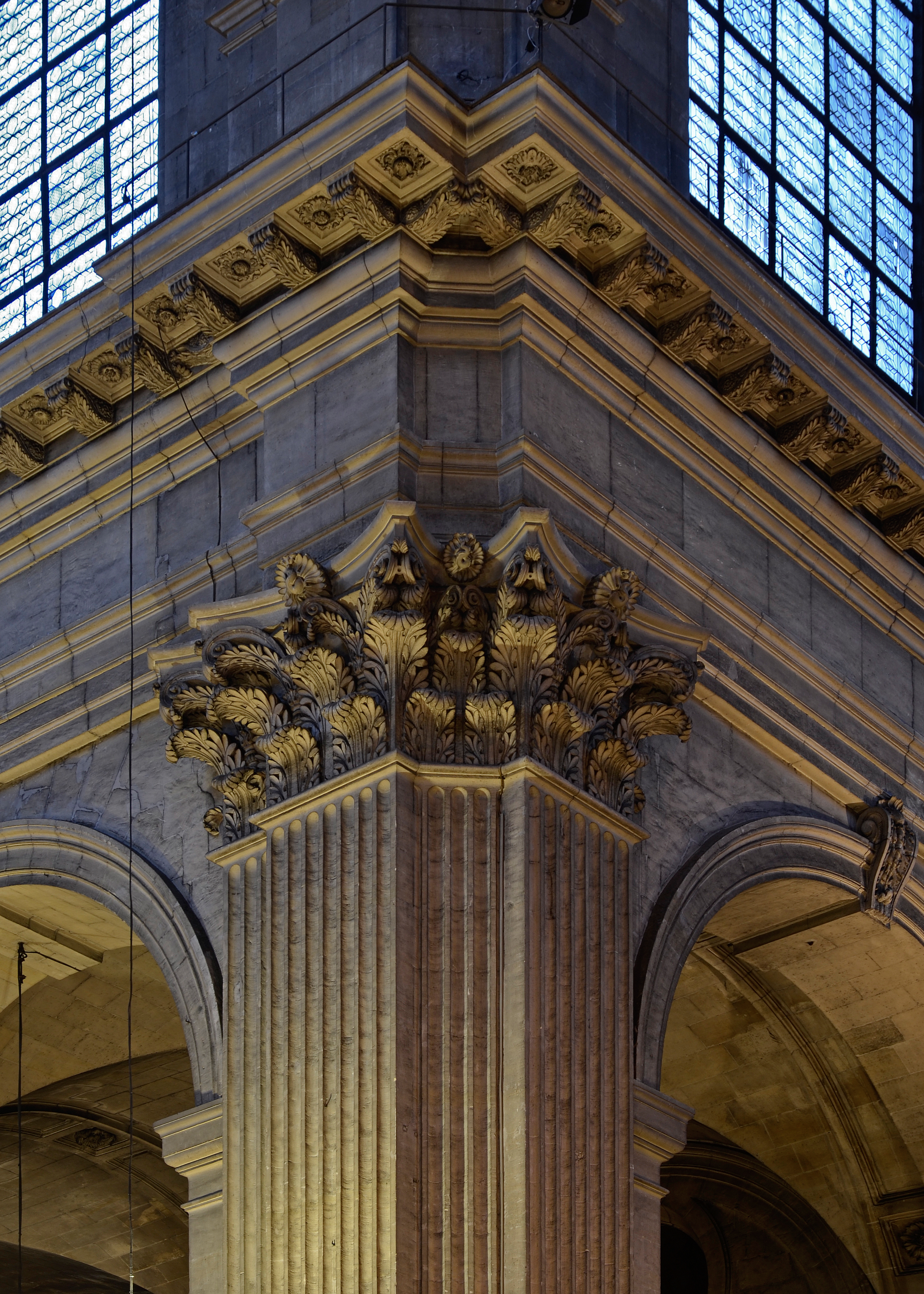
Doi pilaștri neoclasici corintici dintr-o biserică din Paris
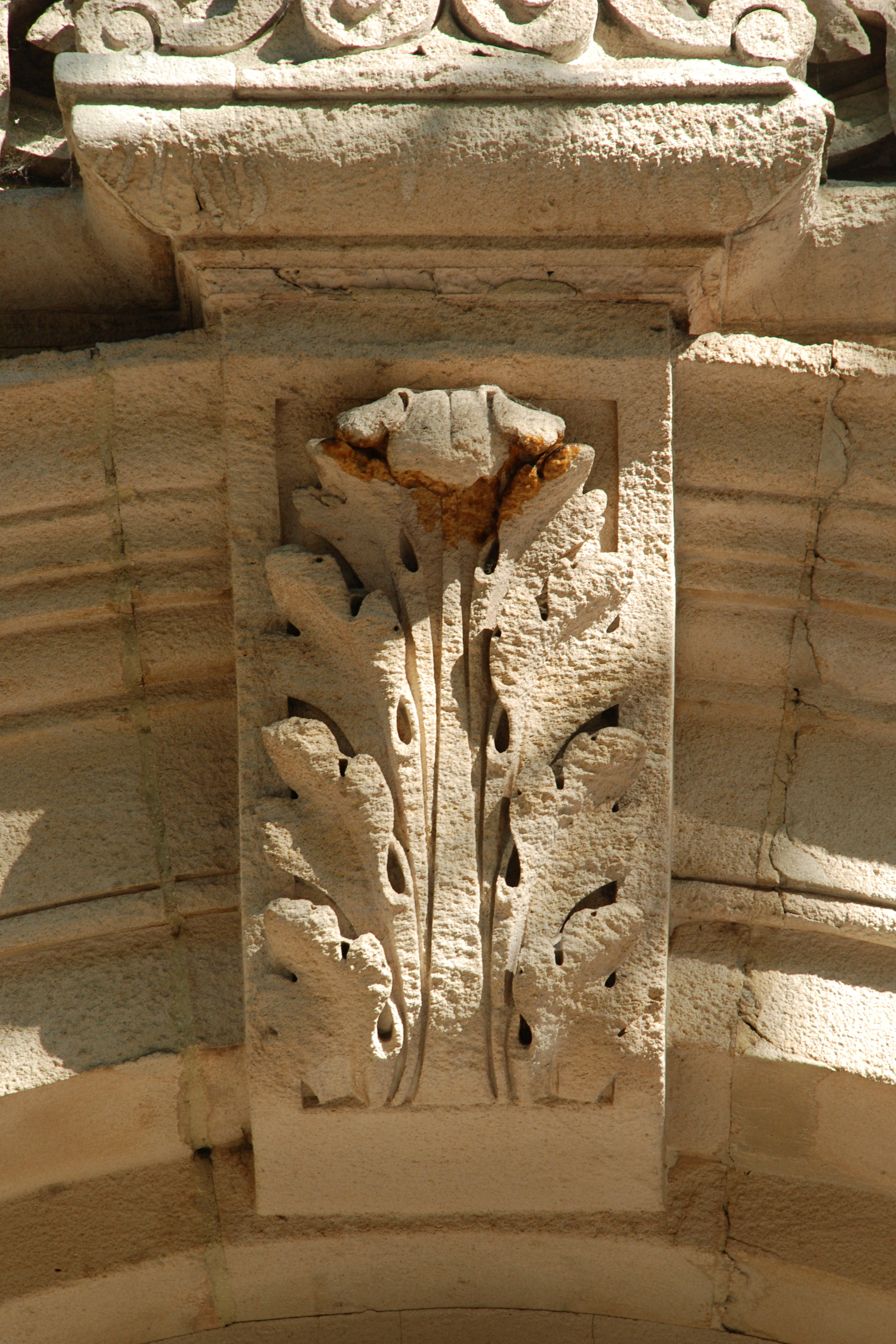
Acantă a ferestrei de deasupra intrării a Maison presbytérale de l'église Notre-Dame du Finistère din Bruxelles (Belgia)
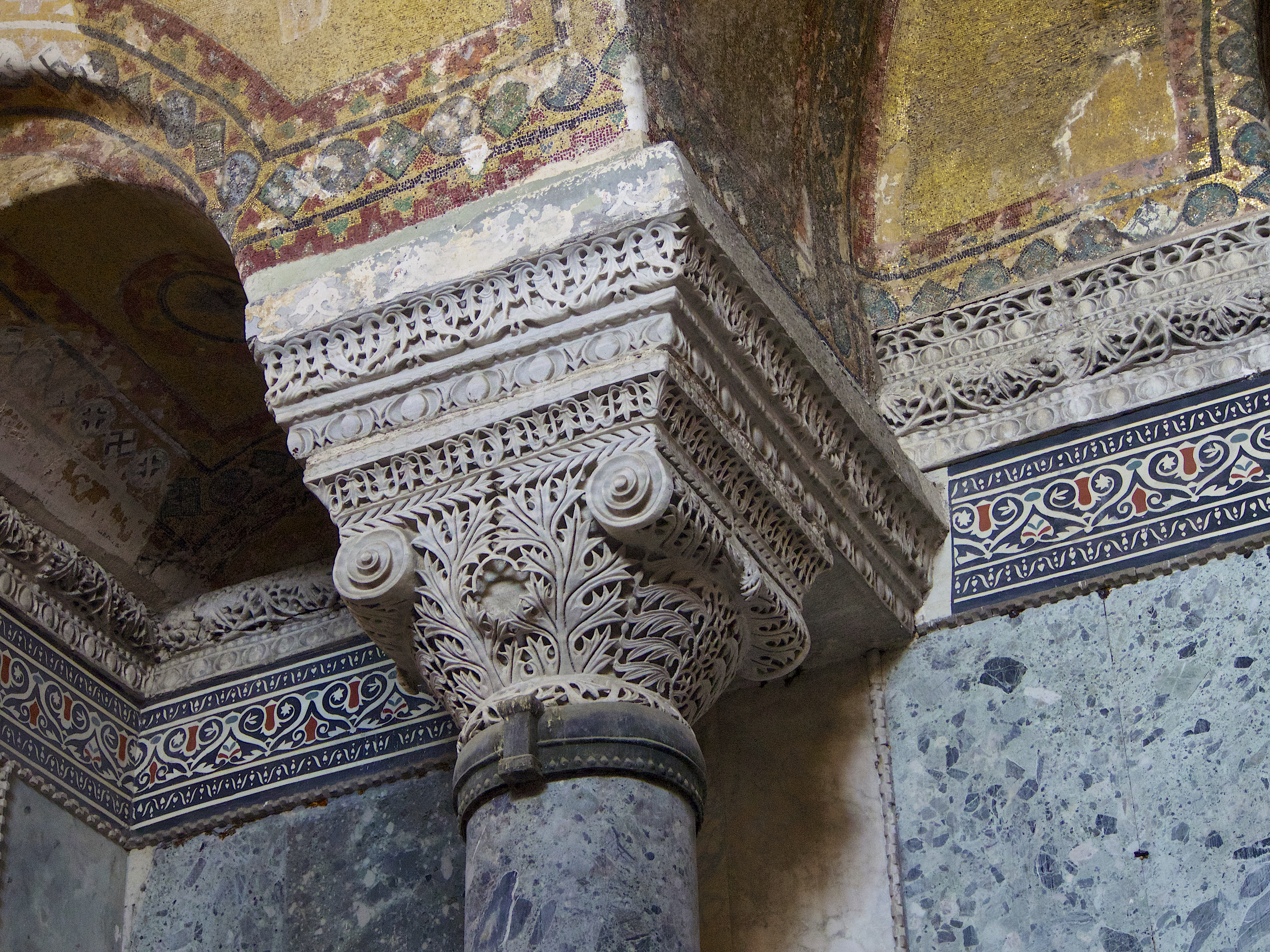
Capitel bizantin din Hagia Sofia (Istanbul, Turcia)
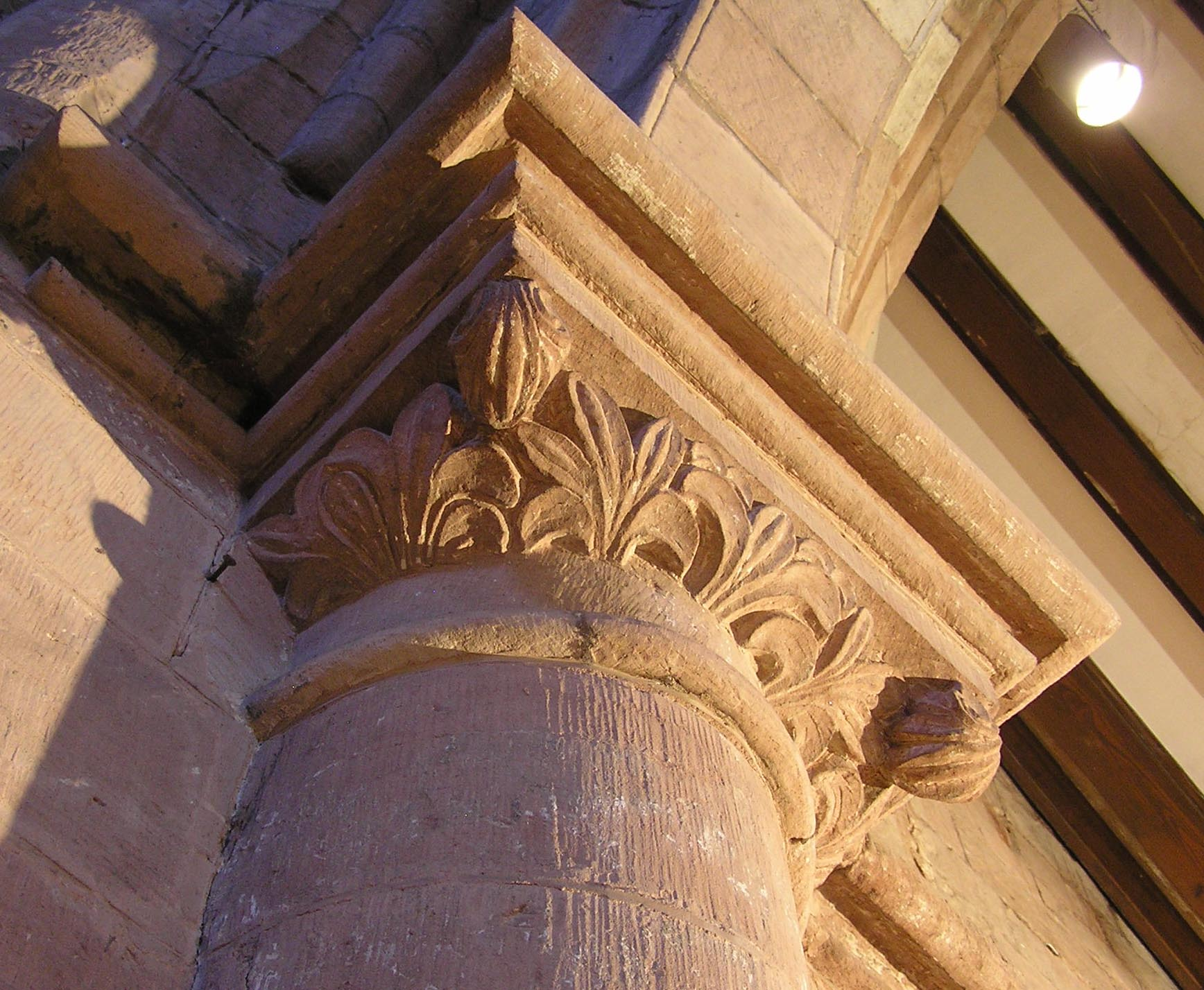
Capitel cu acante din secolul al XII-lea, în Anglia
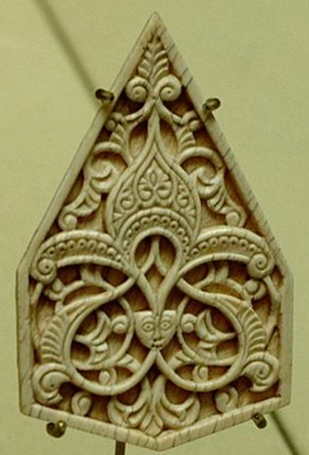
Arabesc islamic pe un element cu o palmetă. Fildeș sculptat, din Egipt, făcut în secolul al XIV-lea
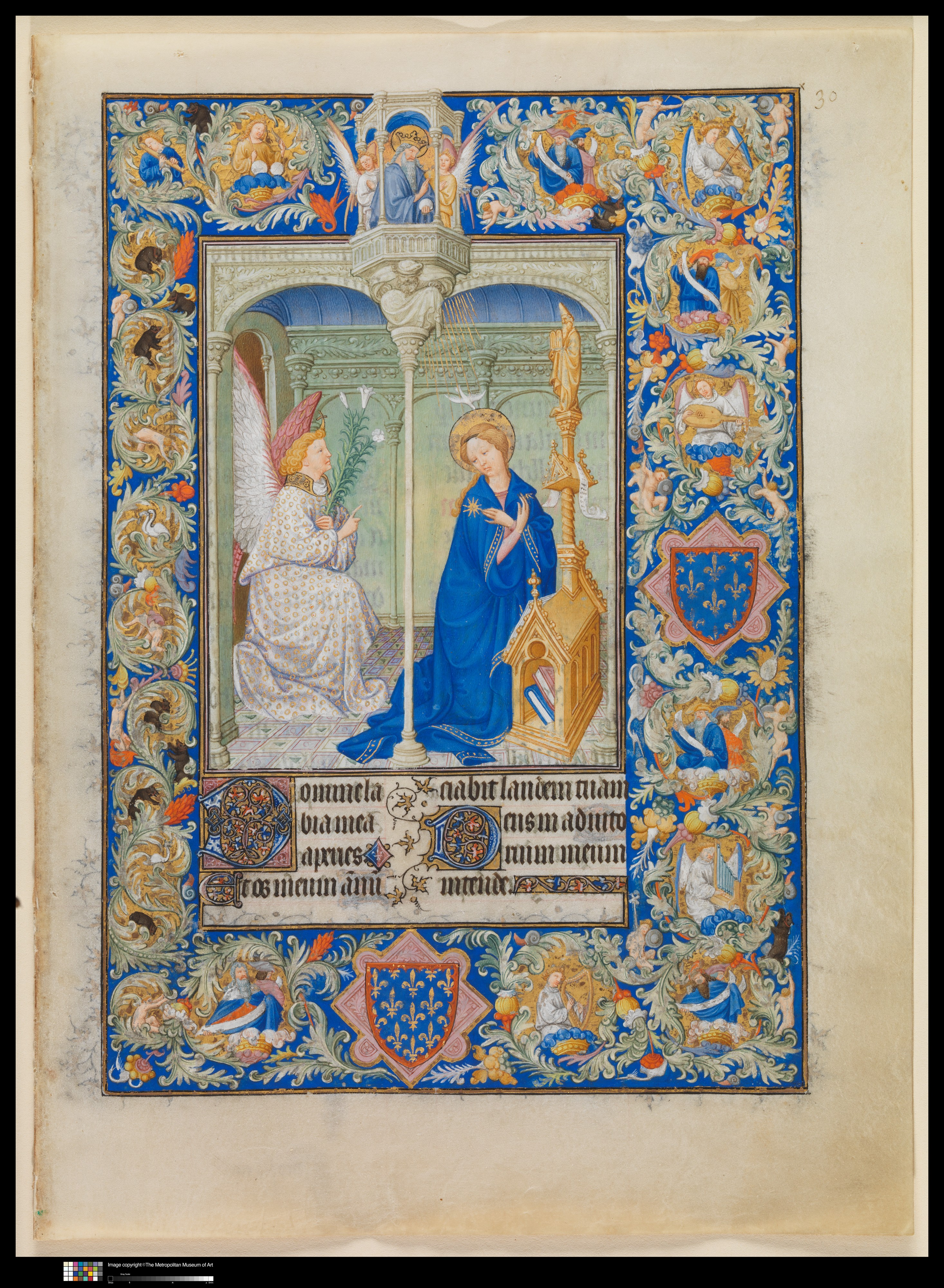
Anluminură într-o carte de ore cu margini decorate cu acante, circa 1406-1409
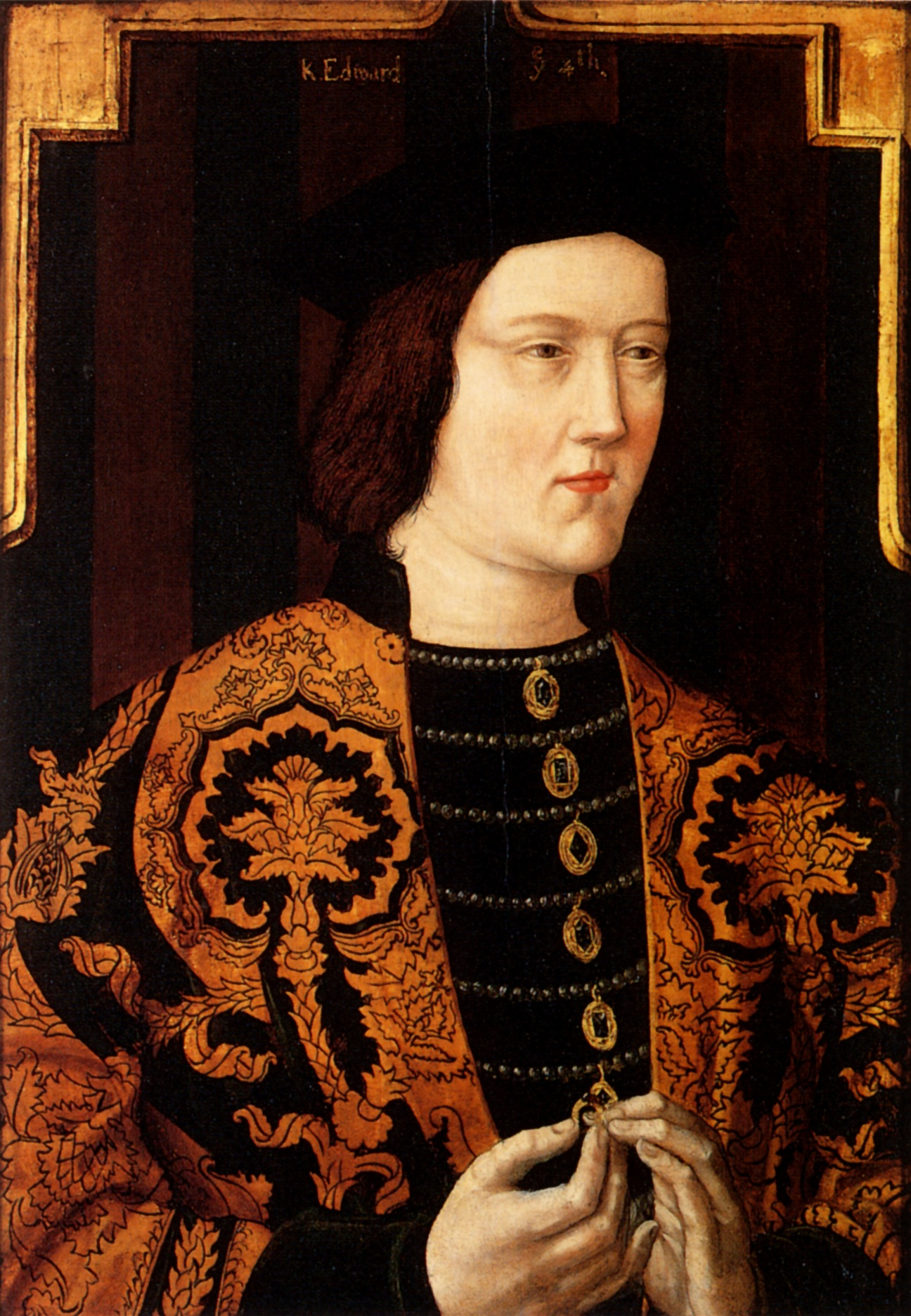
Material textil de mătase cu acante și palmete, într-un portret al lui Eduard al IV-lea al Angliei (1442-1483)
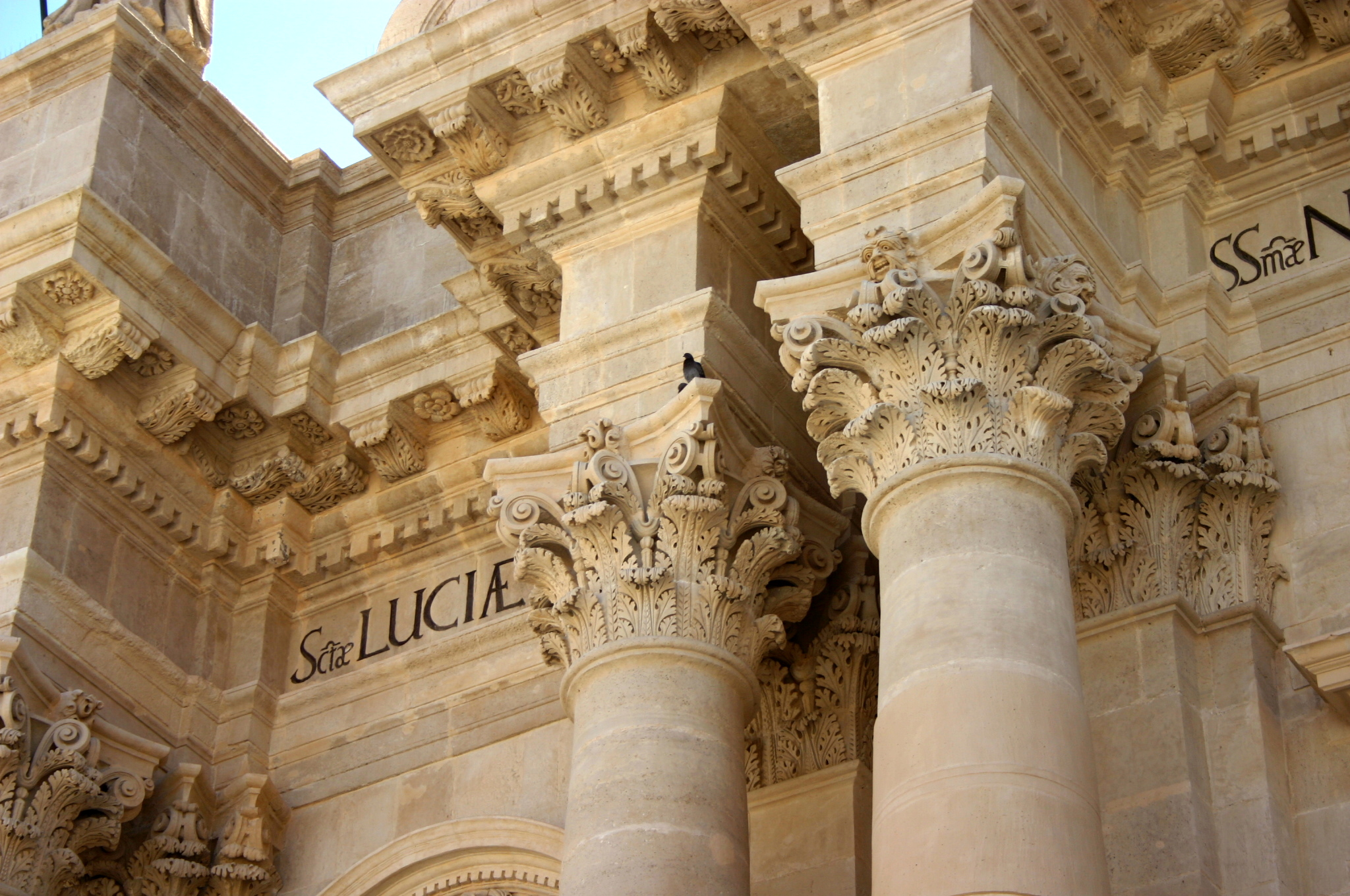
Abundență de acante baroce  pe Catedrala din Siracuza (Sicilia, Italia)
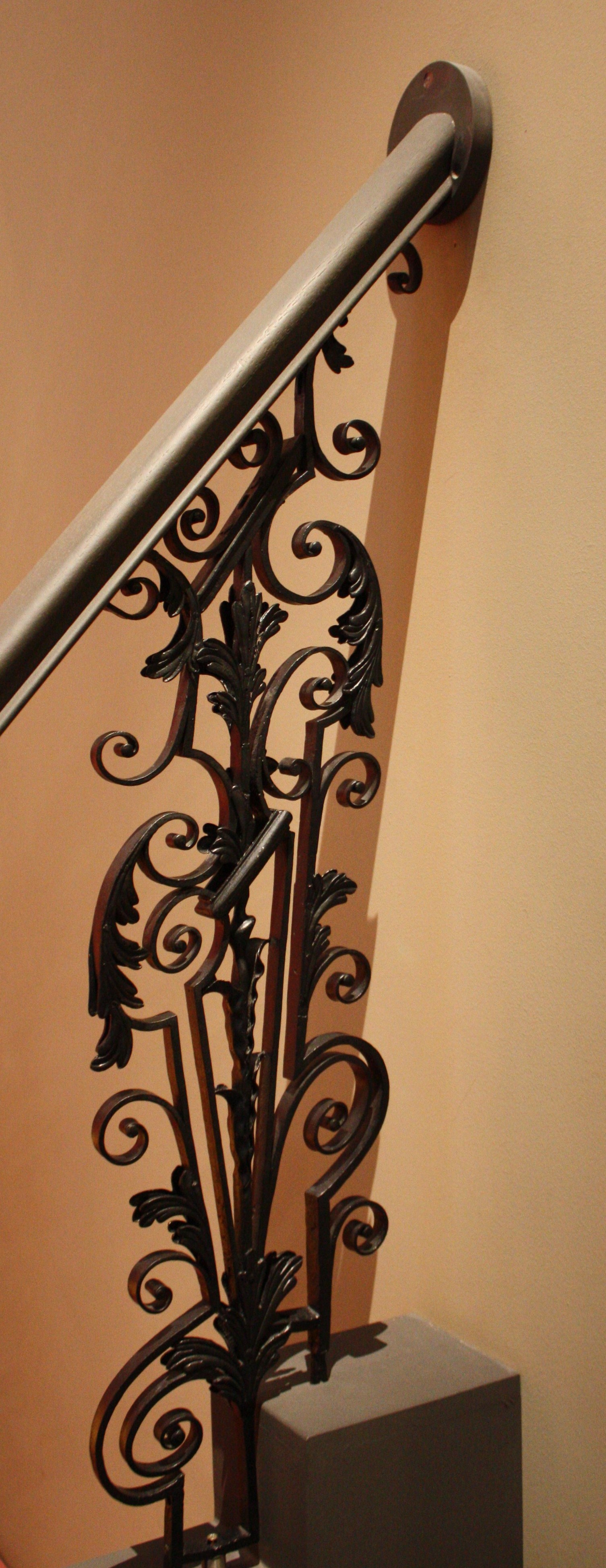
Acante pe o balustradă englezească barocă, circa 1700
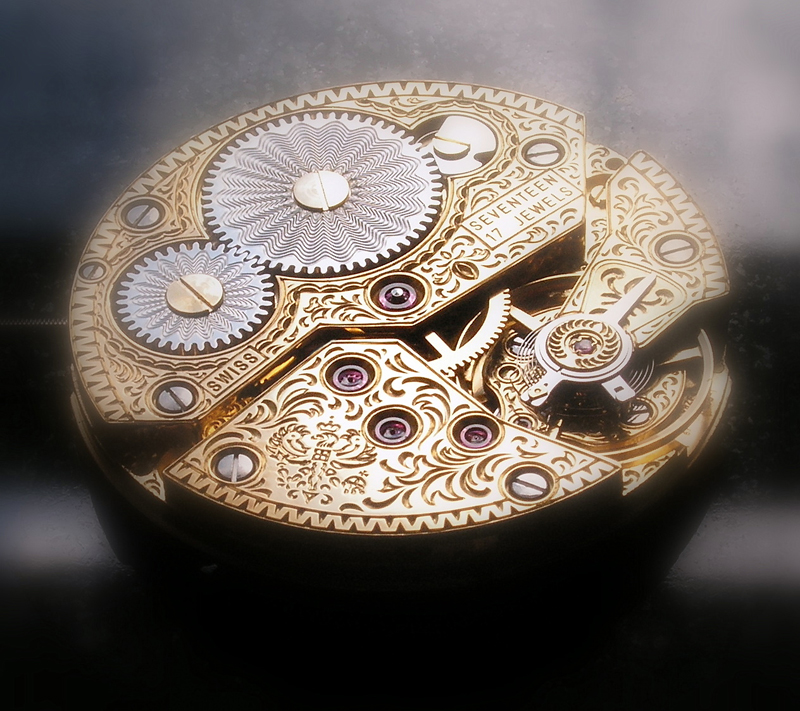
Acante foarte stilizate gravate pe mecanismul unui ceas
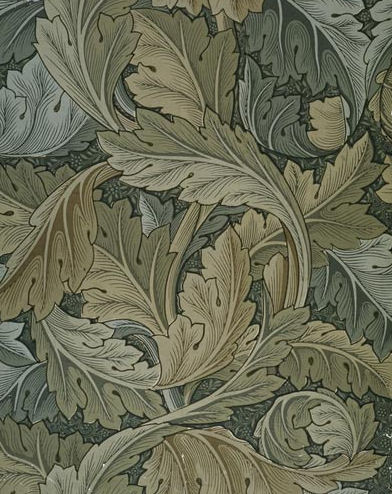
Tapetul Acanthus, creat de William Morris, din 1875
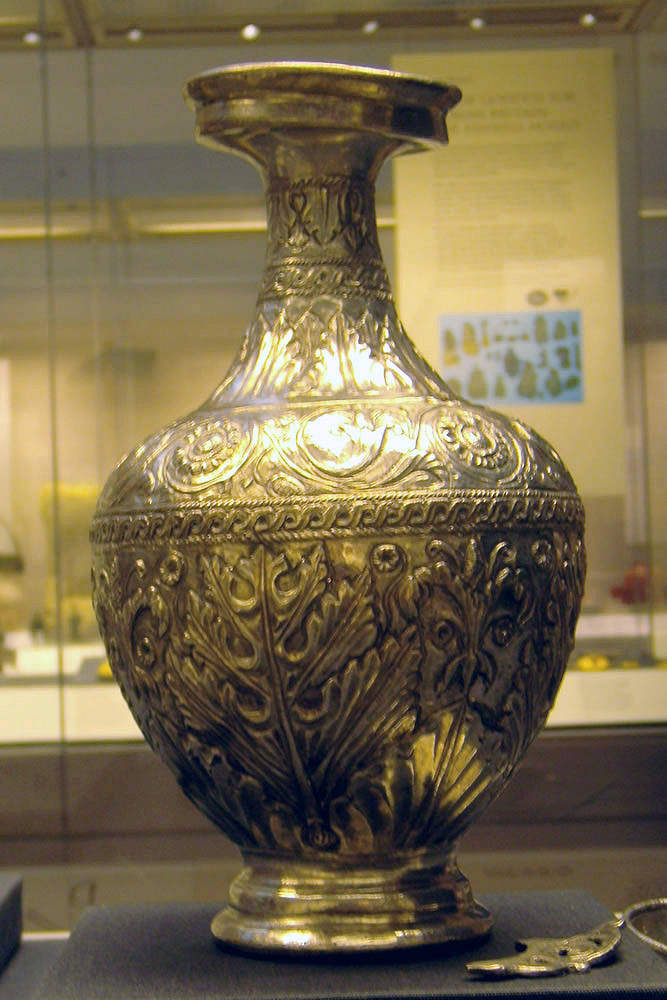
Ulcior roman de argint decorat cu acante, din secolul al IV-lea, de argint, din Comoara din Water Newton
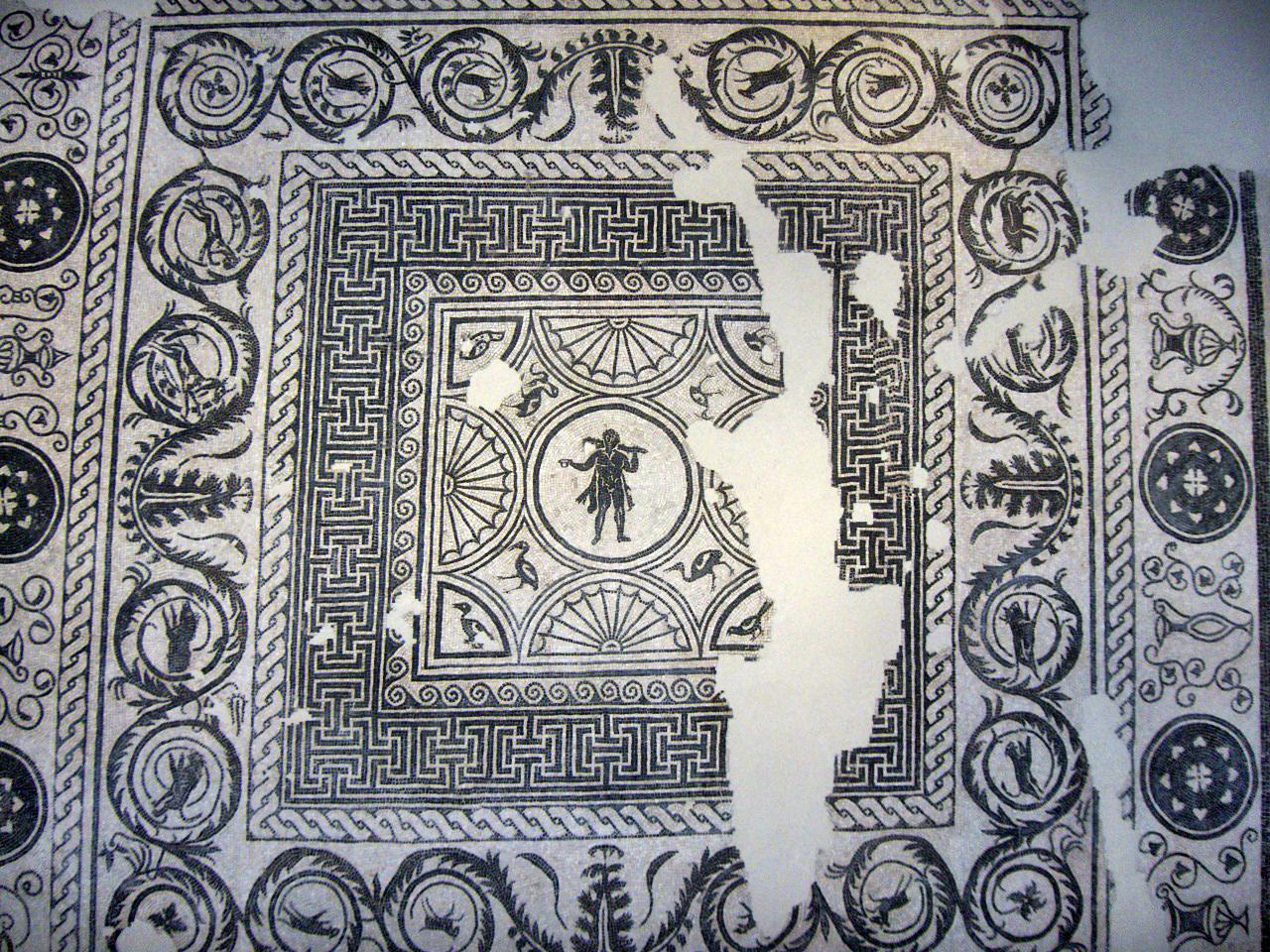
Podea romană mozaicată, din secolul al III-lea
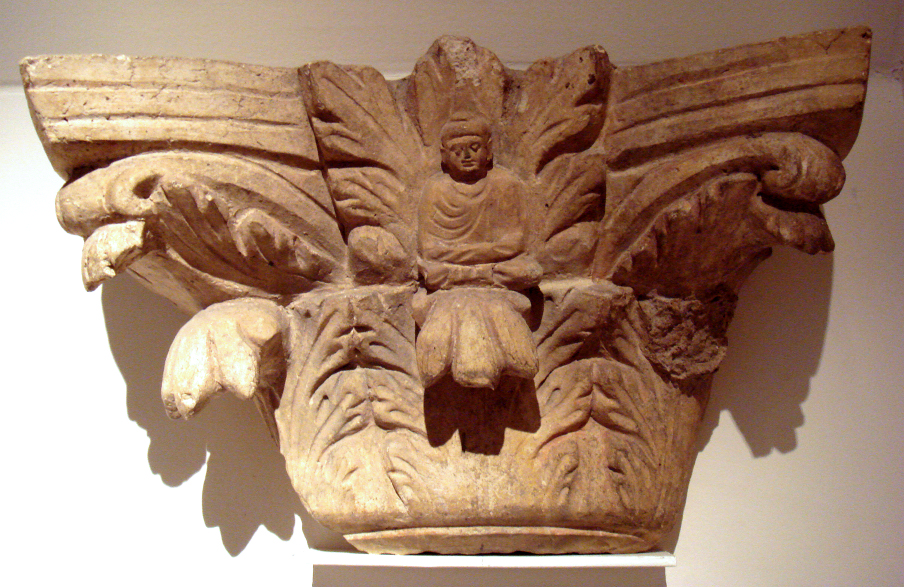
Capitel budist din secolele al III-lea-al IV-lea, din Gandhara
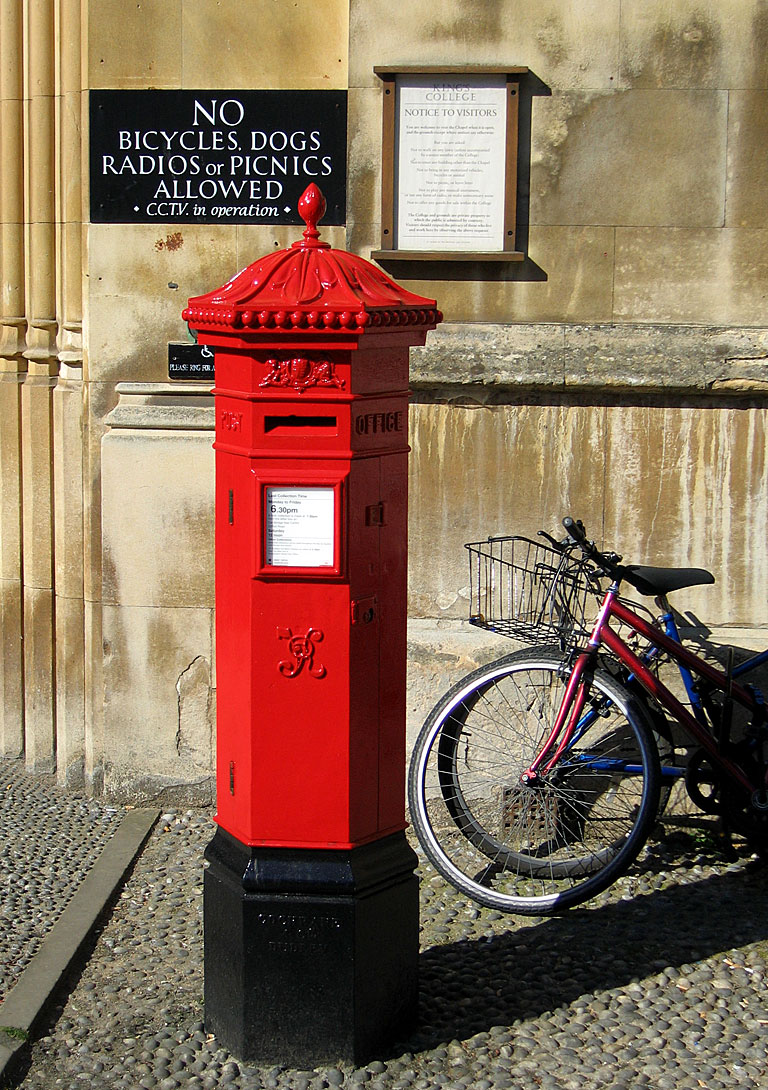
Cutie poștală al cărei capac e decorat cu acante, 1866–1879, din Regatul Unit
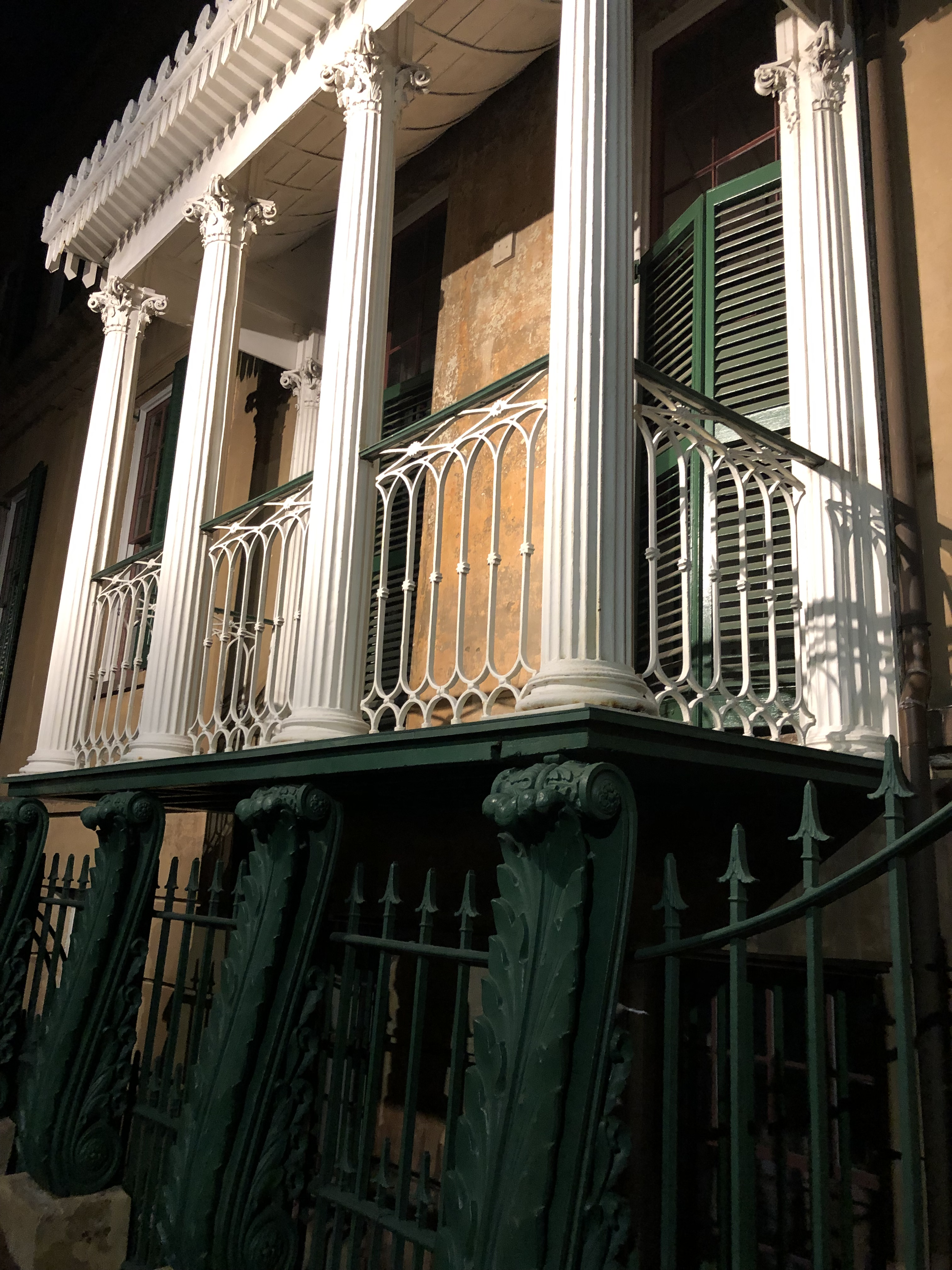
Console decorate cu acante ale Casei Owens-Thomas din Savannah (SUA)
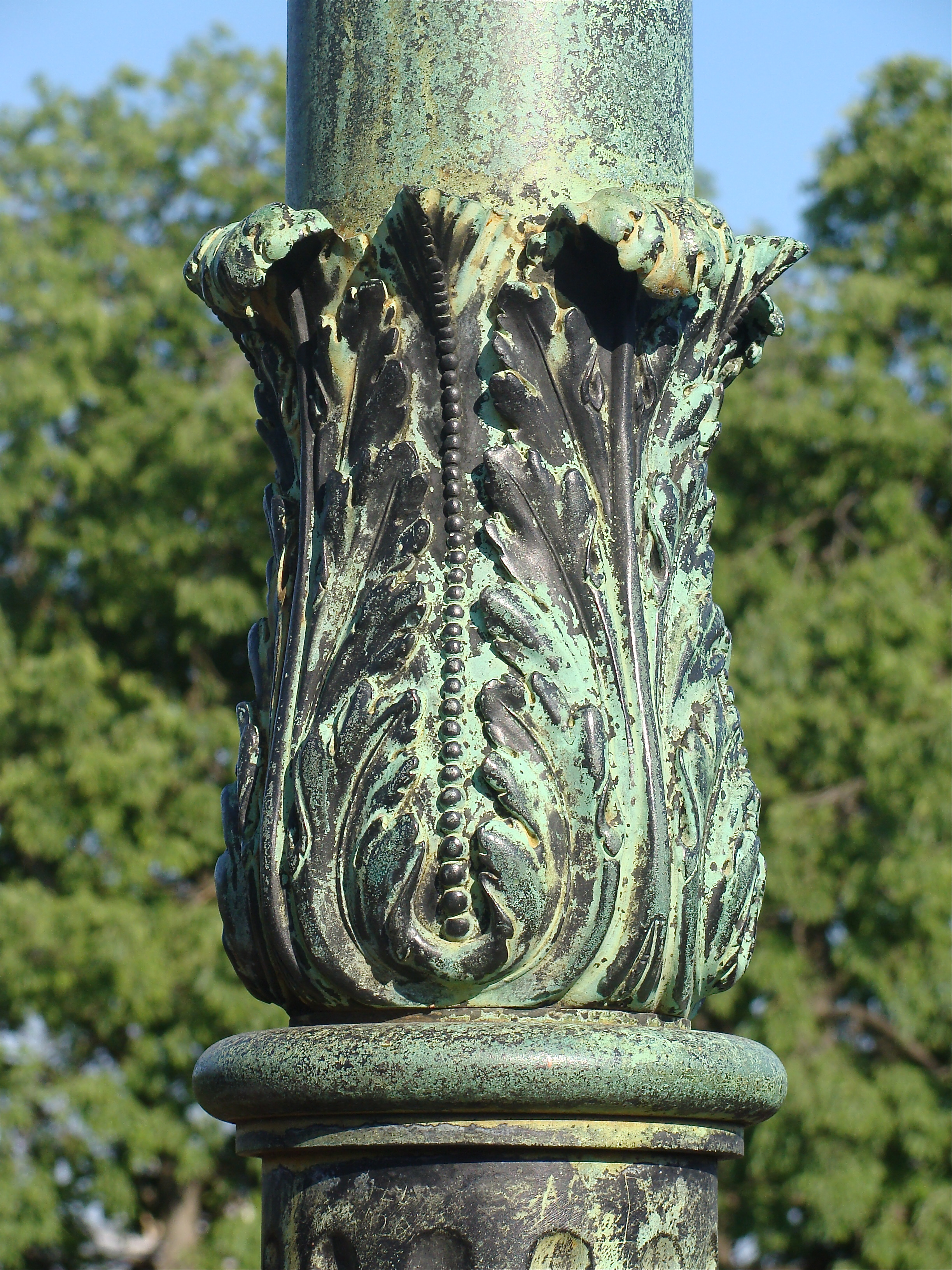
Acante pe o coloană a glorietei din Jardin des Plantes de Paris

## Legături externe
- Materiale media legate de Acantă (arhitectură) la Wikimedia Commons